# Hrvatski nogometni kup 2006-2007
La Hrvatski nogometni kup 2006./07. (coppa croata di calcio 2006-07) fu la sedicesima edizione della coppa nazionale croata, fu organizzata dalla Federazione calcistica della Croazia e fu disputata dal agosto 2006 al maggio 2007.
Il detentore era il Rijeka, che in questa edizione fu eliminato in semifinale.
Il trofeo fu vinto dalla Dinamo Zagabria, al suo ottavo titolo nella competizione, la quindicesima coppa nazionale contando anche le sette della Coppa di Jugoslavia.
Dato che la Dinamo vinse anche il campionato, il posto in Coppa UEFA 2007-2008 andò alla finalista sconfitta, lo Slaven Belupo.

## Formula e partecipanti
Alla competizione parteciparono le migliori squadre delle divisioni superiori, con la formula dell'eliminazione diretta. I primi turni erano a gara singola, mentre quarti, semifinali e finale erano ad andata e ritorno.
Al turno preliminare accedono le squadre provenienti dalle  Županijski kupovi (le coppe regionali): le 21 vincitrici più le finaliste delle 11 coppe col maggior numero di partecipanti.
Le prime 16 squadre del ranking quinquennale di coppa (63 punti alla vincitrice della coppa, 31 alla finalista, 15 alle semifinaliste, 7 a quelle che hanno raggiunto i quarti, 3 a quelle eliminate agli ottavi, 1 se eliminate ai sedicesimi) sono ammesse di diritto ai sedicesimi di finale.

### Ammesse di diritto ai sedicesimi di finale
Le prime 16 squadre (coi punti) del ranking 2000-2005 entrano di diritto nei sedicesimi della Coppa 2006-07:
- 1 Dinamo Zagabria (199)
- 2 Hajduk Spalato (139)
- 3 Varteks Varaždin (99)
- 4 Rijeka (87)
- 5 Osijek (59)
- 6 Pola Staro Češko (45)
- 7 NK Zagabria (39)
- 8 Kamen Ingrad (27)
- 9 Cibalia (27)
- 10 Pomorac (26)
- 11 Slaven Belupo (17)
- 12 Inter Zaprešić (15)
- 13 Hrvatski Dragovoljac (13)
- 14 Zara (13)
- 15 Sebenico (11)
- 16 Belišće (11)

### Le finali regionali
Le Županijski kupovi (le coppe regionali) 2005-2006 hanno qualificato le 32 squadre (segnate in giallo) che partecipano al turno preliminare della Coppa di Croazia 2006-07. Si qualificano le 21 vincitrici più le finaliste delle 11 coppe col più alto numero di partecipanti.
| Regione                                 | Vincitore             | Finalista        | Risultato |
| --------------------------------------- | --------------------- | ---------------- | --------- |
| Regione di Zagabria                     | Vinogradar            | Samobor          | ?         |
| Regione di Krapina e dello Zagorje      | Zagorec               | ?                | ?         |
| Regione di Sisak e della Moslavina      | Moslavina             | Segesta          | ?         |
| Regione di Karlovac                     | Karlovac              | ?                | ?         |
| Regione di Varaždin                     | Podravina Ludbreg     | Nova Ves         | ?         |
| Regione di Koprivnica e Križevci        | Koprivnica            | Križevci         | ?         |
| Regione di Bjelovar e della Bilogora    | Bjelovar              | Mladost Ždralovi | ?         |
| Regione litoraneo-montana               | Grobničan Čavle       | ?                | ?         |
| Regione della Lika e di Segna           | Novalja               | ?                | ?         |
| Regione di Virovitica e della Podravina | Bratstvo Gornje Bazje | Suhopolje        | 5–3       |
| Regione di Požega e della Slavonia      | Slavija Pleternica    | Kuzmica          | 2–2 e 3–0 |
| Regione di Brod e della Posavina        | Slavonac CO           | Oriolik Oriovac  | ?         |
| Regione zaratina                        | Dragovoljac Poličnik  | Hajduk Pridraga  | ?         |
| Regione di Osijek e della Baranja       | Metalac Osijek        | NK Đakovo        | ?         |
| Regione di Sebenico e Tenin             | Vodice                | ?                | ?         |
| Regione di Vukovar e della Sirmia       | Vukovar               | Graničar Županja | 3–2       |
| Regione spalatino-dalmata               | Hrvace                | ?                | ?         |
| Regione istriana                        | Medulin               | Rudar Labin      | ?         |
| Regione raguseo-narentana               | Konavljanin Čilipi    | ?                | ?         |
| Regione del Međimurje                   | Međimurje             | Dinamo Palovec   | ?         |
| Città di Zagabria                       | Croatia Sesvete       | Lučko            | 3–0       |

### Riepilogo
| 1ª Divisione 1.HNL | 2ª Divisione 2.HNL                                                           | 3ª Divisione 3.HNL | Divisioni inferiori |
| --- | ---------------------------------------------------------------------------- | --- | --- |
| dal turno preliminare: |                                                                              | | |
| Međimurje | Bjelovar Croatia Sesvete Koprivnica Moslavina Vukovar                        | Graničar Županja Karlovac Konavljanin Čilipi Križevci Lučko Zagabria Metalac Osijek Mladost Ždralovi Novalja Oriolik Oriovac Rudar Labin Samobor Segesta Slavonac CO Vinogradar Zagorec | Bratstvo Gornje Bazje NK Đakovo Dinamo Palovec Dragovoljac Poličnik Grobničan Čavle Hrvace Medulin Nova Ves Podravina Ludbreg Slavija Pleternica Vodice |
| dai sedicesimi di finale: |                                                                              | | |
| Cibalia Dinamo Zagabria Hajduk Spalato Kamen Ingrad Osijek Pola Staro Češko Rijeka Slaven Belupo Sebenico Varteks Varaždin NK Zagabria | Belišće Hrvatski Dragovoljac Inter Zaprešić Pomorac Zara                     | | |
| non ammesse: |                                                                              | | |
| | NK Čakovec Naftaš HAŠK Imotski Marsonia Slavonski Brod Mosor Žrnovnica Solin | le altre 39 squadre | tutte le altre squadre |
| 1ª Divisione 1.HNL | 2ª Divisione 2.HNL                                                           | 3ª Divisione 3.HNL | Divisioni inferiori |

### Calendario
| Turno                | Data                                        | Numero gare | Squadre | Entrano in questo turno                                                |
| -------------------- | ------------------------------------------- | ----------- | ------- | ---------------------------------------------------------------------- |
| Turno preliminare    | 30 agosto 2006                              | 16          | 48 → 32 | Vincitrici delle 21 coppe regionali 11 finaliste delle coppe regionali |
| Sedicesimi di finale | 20 settembre 2006                           | 16          | 32 → 16 | Le migliori 16 del ranking                                             |
| Ottavi di finale     | 24 e 25 ottobre 2006                        | 8           | 16 → 8  | Nessuna                                                                |
| Quarti di finale     | 21 e 22 novembre 2006 28 e 29 novembre 2006 | 8           | 8 → 4   | Nessuna                                                                |
| Semifinali           | 14 marzo 2007 4 aprile 2007                 | 4           | 4 → 2   | Nessuna                                                                |
| Finale               | 9 maggio 2007 26 maggio 2007                | 2           | 2 → 1   | Nessuna                                                                |

## Turno preliminare
| Squadra 1             | Risultato             | Squadra 2          |
| --------------------- | --------------------- | ------------------ |
| 30 agosto 2006        |                       |                    |
| Koprivnica            | 1 – 1 (dts) (6-5 dtr) | Metalac Osijek     |
| Medulin               | 2 – 3                 | Vinogradar         |
| Mladost Ždralovi      | 4 – 0                 | Samobor            |
| Oriolik Oriovac       | 3 – 3 (dts) (4-5 dtr) | Hrvace             |
| Križevci              | 6 – 2                 | Slavonac CO        |
| Vodice                | 2 – 3                 | Segesta            |
| Graničar Županja      | 2 – 2 (dts) (2-4 dtr) | Croatia Sesvete    |
| Vukovar               | 3 – 0                 | Rudar Labin        |
| Bratstvo Gornje Bazje | 0 – 1                 | Karlovac           |
| Nova Ves              | 0 – 5                 | Grobničan Čavle    |
| Dragovoljac Poličnik  | 1 – 3                 | Novalja            |
| Konavljanin Čilipi    | 4 – 0                 | Zagorec            |
| Dinamo Palovec        | 0 – 0 (dts) (3-4 dtr) | NK Đakovo          |
| Međimurje             | 2 – 0                 | Slavija Pleternica |
| Bjelovar              | 3 – 2                 | Moslavina          |
| Lučko                 | 1 – 1 (dts) (5-6 dtr) | Podravina Ludbreg  |

## Sedicesimi di finale
| Squadra 1          | Risultato             | Squadra 2            |
| ------------------ | --------------------- | -------------------- |
| 20 settembre 2006  |                       |                      |
| NK Đakovo          | 1 – 2                 | Rijeka               |
| Grobničan Čavle    | 0 – 2                 | Dinamo Zagabria      |
| Konavljanin Čilipi | 2 – 1                 | Varteks Varaždin     |
| Mladost Ždralovi   | 0 – 3                 | Hajduk Spalato       |
| Križevci           | 2 – 5                 | Osijek               |
| Hrvace             | 1 – 1 (dts) (6-5 dtr) | Pola Staro Češko     |
| Podravina Ludbreg  | 1 – 4                 | Kamen Ingrad         |
| Karlovac           | 0 – 1                 | Cibalia              |
| Vukovar            | 2 – 1                 | Pomorac              |
| Novalja            | 0 – 4                 | NK Zagabria          |
| Koprivnica         | 0 – 2                 | Slaven Belupo        |
| Bjelovar           | 0 – 3                 | Inter Zaprešić       |
| Croatia Sesvete    | 2 – 2 (dts) (5-6 dtr) | Belišće              |
| Segesta            | 3 – 1                 | Zara                 |
| Međimurje          | 1 – 4                 | Sebenico             |
| Vinogradar         | 1 – 1 (dts) (6-7 dtr) | Hrvatski Dragovoljac |

## Ottavi di finale
| Squadra 1            | Risultato             | Squadra 2    |
| -------------------- | --------------------- | ------------ |
| 24 e 25 ottobre 2006 |                       |              |
| Hajduk Spalato       | 5 – 2 (dts)           | Belišće      |
| Inter Zaprešić       | 3 – 1                 | Osijek       |
| Slaven Belupo        | 4 – 2                 | Hrvace       |
| NK Zagabria          | 1 – 1 (dts) (5-3 dtr) | Kamen Ingrad |
| Cibalia              | 2 – 0 (dts)           | Vukovar      |
| Hrvatski Dragovoljac | 0 – 0 (dts) (3-5 dtr) | Rijeka       |
| Dinamo Zagabria      | 3 – 0                 | Sebenico     |
| Konavljanin Čilipi   | 2 – 0                 | Segesta      |

## Quarti di finale
Il Konavljanin Čilipi (terza divisione) è stato vicino a compiere l'impresa di eliminare i detentori in carica del Rijeka. In vantaggio per 2–0 nella gara di ritorno, il Konavljanin ha subito la rete dell'eliminazione al 93º minuto ad opera del portiere ospite Dragan Žilić, salito a tentare il tutto per tutto. I tifosi ospiti hanno potuto assistere soltanto agli ultimi 15 minuti della gara poiché hanno sono stati bloccati da un controllo molto accurato da parte dei doganieri bosniaci a Neum.
| Squadra 1      | Totale | Squadra 2          | Andata     | Ritorno    |
| -------------- | ------ | ------------------ | ---------- | ---------- |
|                |        |                    | 22.11.2006 | 29.11.2006 |
| Cibalia        | 4 – 6  | Hajduk Spalato     | 2 – 3      | 2 – 3      |
| Inter Zaprešić | 2 – 4  | Dinamo Zagabria    | 1 – 2      | 1 – 2      |
| Rijeka         | 4 – 3  | Konavljanin Čilipi | 3 – 1      | 1 – 2      |
| Slaven Belupo  | 9 – 2  | NK Zagabria        | 6 – 0      | 3 – 2      |

## Semifinali
| Squadra 1       | Totale | Squadra 2      | Andata     | Ritorno    |
| --------------- | ------ | -------------- | ---------- | ---------- |
|                 |        |                | 14.03.2007 | 04.04.2007 |
| Rijeka          | 2 – 3  | Slaven Belupo  | 0 – 0      | 2 – 3      |
| Dinamo Zagabria | 3 – 2  | Hajduk Spalato | 1 – 0      | 2 – 2      |

## Finale
| Squadra 1       | Totale | Squadra 2     | Andata     | Ritorno    |
| --------------- | ------ | ------------- | ---------- | ---------- |
|                 |        |               | 09.05.2007 | 26.05.2007 |
| Dinamo Zagabria | 2 – 1  | Slaven Belupo | 1 – 0      | 1 – 1      |

### Andata
| Arbitro: | Vučemilović-Šimunović (Osijek) |

|                    |           |  |
| Eduardo 76’ (rig.) | Marcatori |  |

| Dinamo | Slaven |

|                  |    |                     |  |     |
|                  |    |                     |  |     |
| P                | 12 | Filip Lončarić      |  |     |
| D                | 5  | Vedran Ćorluka      |  |     |
| D                | 15 | Carlos              |  |     |
| D                | 23 | Gordon Schildenfeld |  |     |
| D                | 26 | Dino Drpić          |  |     |
| C                | 6  | Nikola Pokrivač     |  | 65’ |
| C                | 10 | Luka Modrić         |  |     |
| C                | 14 | Mihael Mikić        |  | 53’ |
| C                | 18 | Sammir              |  | 83’ |
| C                | 20 | Ognjen Vukojević    |  |     |
| A                | 24 | Eduardo             |  |     |
| A disposizione:  |    |                     |  |     |
| A                | 11 | Josip Tadić         |  | 53’ |
| C                | 8  | Ante Tomić          |  | 65’ |
| C                | 4  | Dario Jertec        |  | 83’ |
| Allenatore:      |    |                     |  |     |
| Branko Ivanković |    |                     |  |     |

|                 |    |                     |  |     |
|                 |    |                     |  |     |
| P               | 12 | Jane Nikoloski      |  |     |
| D               | 2  | Petar Bošnjak       |  |     |
| D               | 3  | Matija Kristić      |  |     |
| D               | 5  | Dario Bodrušić      |  | 79’ |
| D               | 27 | Ivan Radeljić       |  |     |
| C               | 7  | Dalibor Poldrugač   |  |     |
| C               | 10 | Miljenko Mumlek     |  | 83’ |
| C               | 13 | Željko Sopić        |  |     |
| A               | 17 | Bojan Vručina       |  |     |
| C               | 30 | Srebrenko Posavec   |  |     |
| A               | 11 | Dario Zahora        |  | 68’ |
| A disposizione: |    |                     |  |     |
| C               | 15 | Stjepan Poljak      |  | 68’ |
| C               | 22 | Danijel Radiček     |  | 79’ |
| C               | 23 | Krunoslav Jambrušić |  | 83’ |
| Allenatore:     |    |                     |  |     |
| Elvis Scoria    |    |                     |  |     |

### Ritorno
| Arbitro: | Bebek (Fiume) |

|                   |           |                  |
| Mumlek 68’ (rig.) | Marcatori | 89’ Schildenfeld |

|              |    |                   |  |
|              |    |                   |  |
| P            | 12 | Jane Nikoloski    |  |
| D            | 2  | Petar Bošnjak     |  |
| D            | 3  | Matija Kristić    |  |
| D            | 5  | Dario Bodrušić    |  |
| D            | 27 | Ivan Radeljić     |  |
| C            | 7  | Dalibor Poldrugač |  |
| C            | 10 | Miljenko Mumlek   |  |
| C            | 13 | Željko Sopić      |  |
| C            | 15 | Stjepan Poljak    |  |
| C            | 30 | Srebrenko Posavec |  |
| A            | 17 | Bojan Vručina     |  |
| Allenatore:  |    |                   |  |
| Elvis Scoria |    |                   |  |

|                  |    |                     |  |     |
|                  |    |                     |  |     |
| P                | 12 | Filip Lončarić      |  |     |
| D                | 5  | Vedran Ćorluka      |  |     |
| D                | 15 | Carlos              |  |     |
| D                | 23 | Gordon Schildenfeld |  |     |
| D                | 26 | Dino Drpić          |  |     |
| C                | 6  | Nikola Pokrivač     |  | 70’ |
| C                | 8  | Ante Tomić          |  | 64’ |
| C                | 10 | Luka Modrić         |  |     |
| C                | 18 | Sammir              |  | 87’ |
| C                | 20 | Ognjen Vukojević    |  |     |
| A                | 24 | Eduardo             |  |     |
| A disposizione:  |    |                     |  |     |
| C                | 14 | Mihael Mikić        |  | 64’ |
| A                | 11 | Josip Tadić         |  | 70’ |
| C                | 4  | Dario Jertec        |  | 87’ |
| Manager:         |    |                     |  |     |
| Branko Ivanković |    |                     |  |     |

## Marcatori
| Pos. | Giocatore       | Squadra            | Reti |
| ---- | --------------- | ------------------ | ---- |
| 1    | Eduardo         | Dinamo Zagabria    | 6    |
| 2    | Vlaho Radičević | Konavljanin Čilipi | 5    |
| 3    | Marijo Dodik    | Slaven Belupo      | 4    |
| 3    | Miljenko Mumlek | Slaven Belupo      | 4    |
| 3    | Ahmad Sharbini  | Rijeka             | 4    |